# Calama
Calama je město v severním Chile, které patří k regionu Antofagasta a žije v něm okolo 140 000 obyvatel. Leží v nadmořské výšce 2260 metrů a je obklopeno pouští Atacama: město má téměř čtyři tisíce hodin slunečního svitu ročně a spadne v něm za rok pouze 35 milimetrů srážek. Zdrojem vody je nejdelší chilská řeka Loa.
Město původně patřilo Bolívii, Chile je získalo ve druhé tichomořské válce v roce 1879. Rozvoj města je spojen s těžbou mědi: nedaleko se nachází největší světový měďný důl Chuquicamata, po uzavření zdejší hornické osady byli obyvatelé přesídleni do Calamy. Město je důležitým obchodním a dopravním centrem, nachází se zde letiště El Loa.
Sídlí zde fotbalový klub CD Cobreloa, osminásobný mistr Chile.

## Galerie

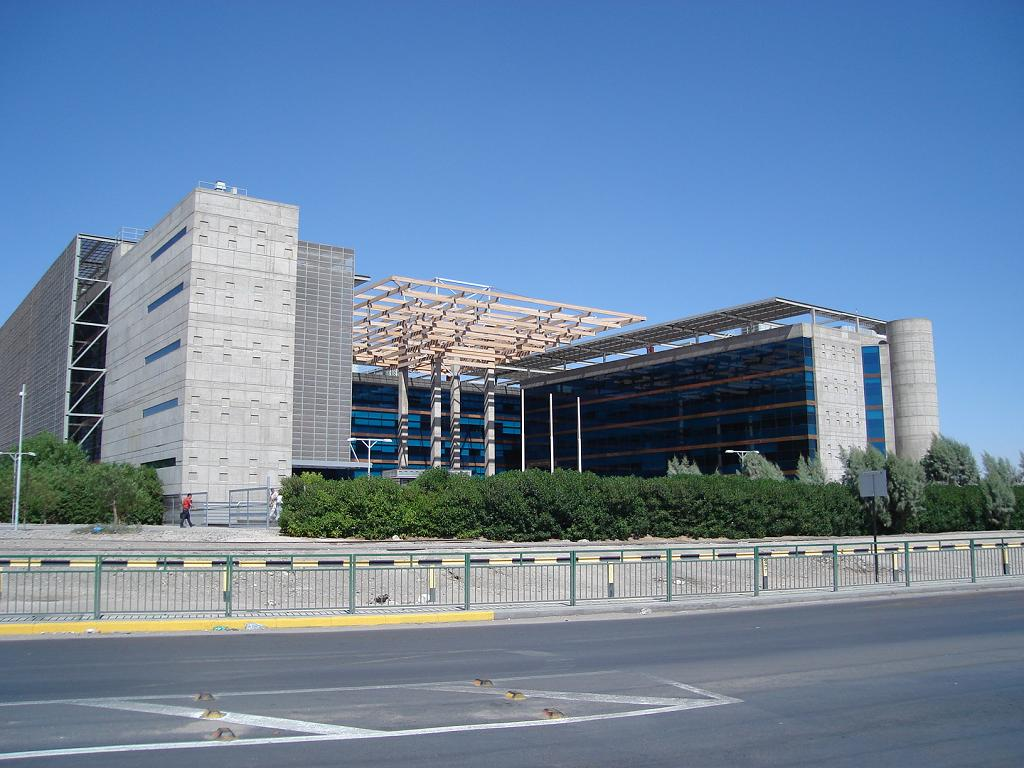
Sídlo společnosti Codelco Norte
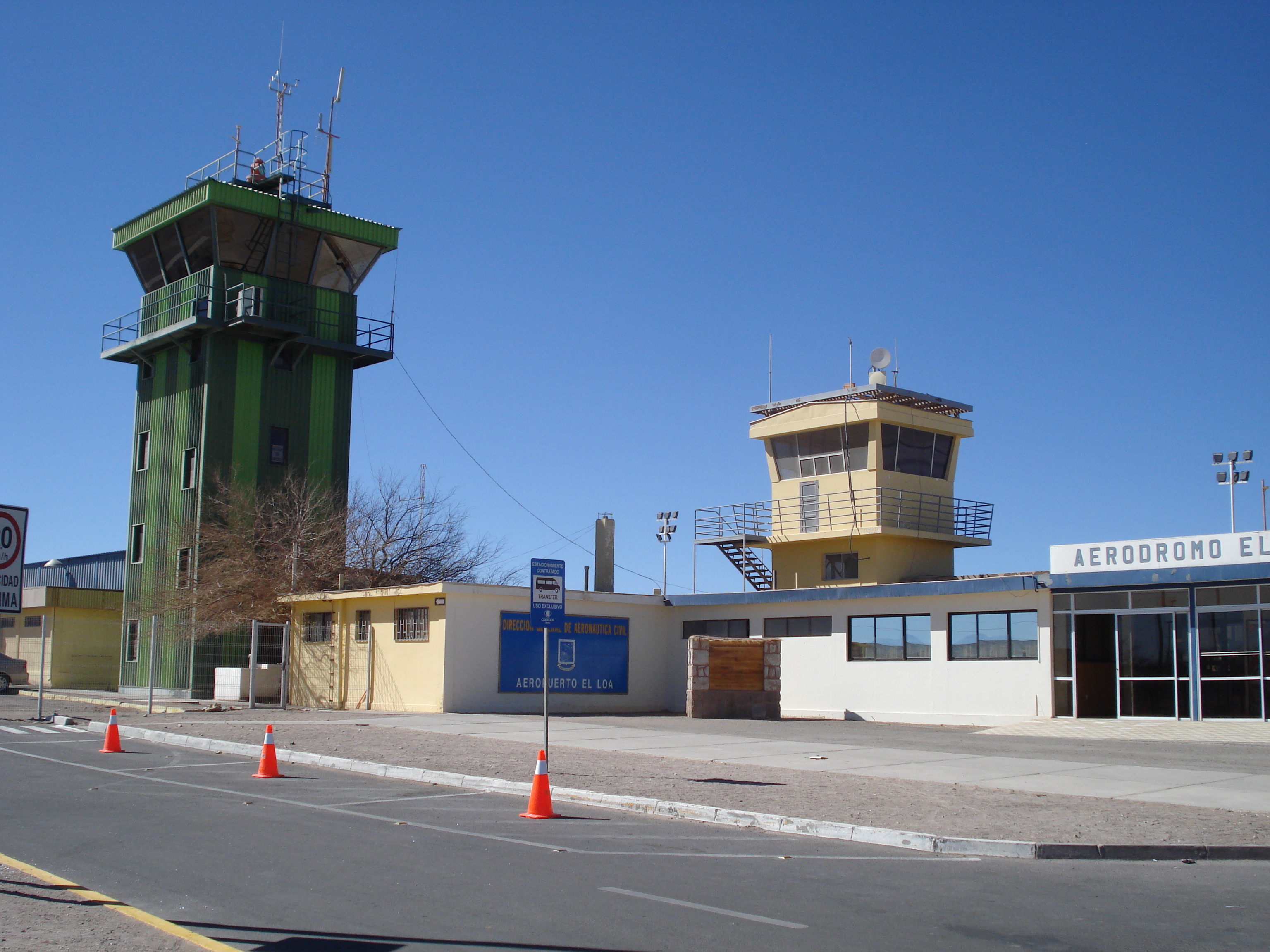
Mezinárodní letiště El Loa
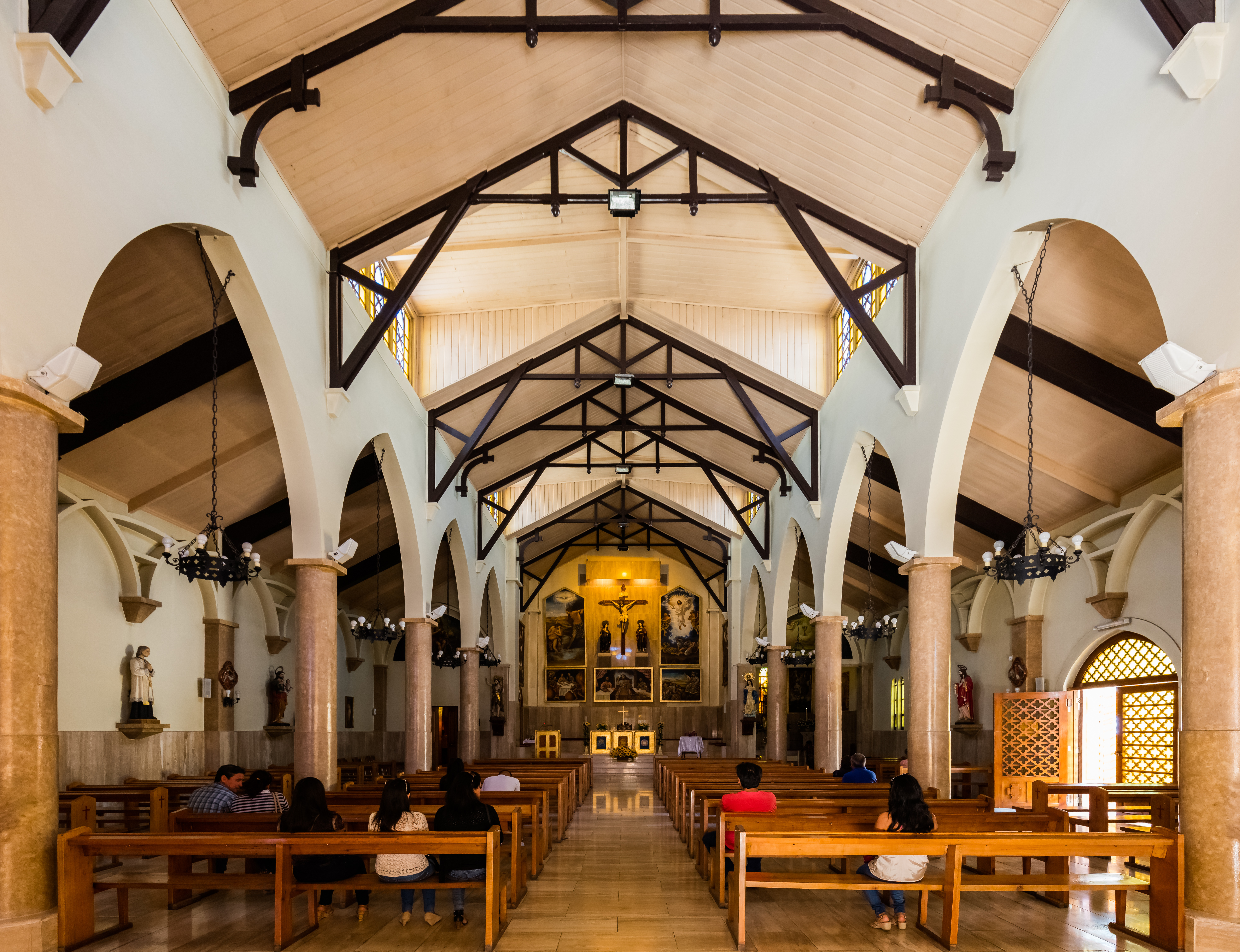
Interiér katedrály San Juan Bautista
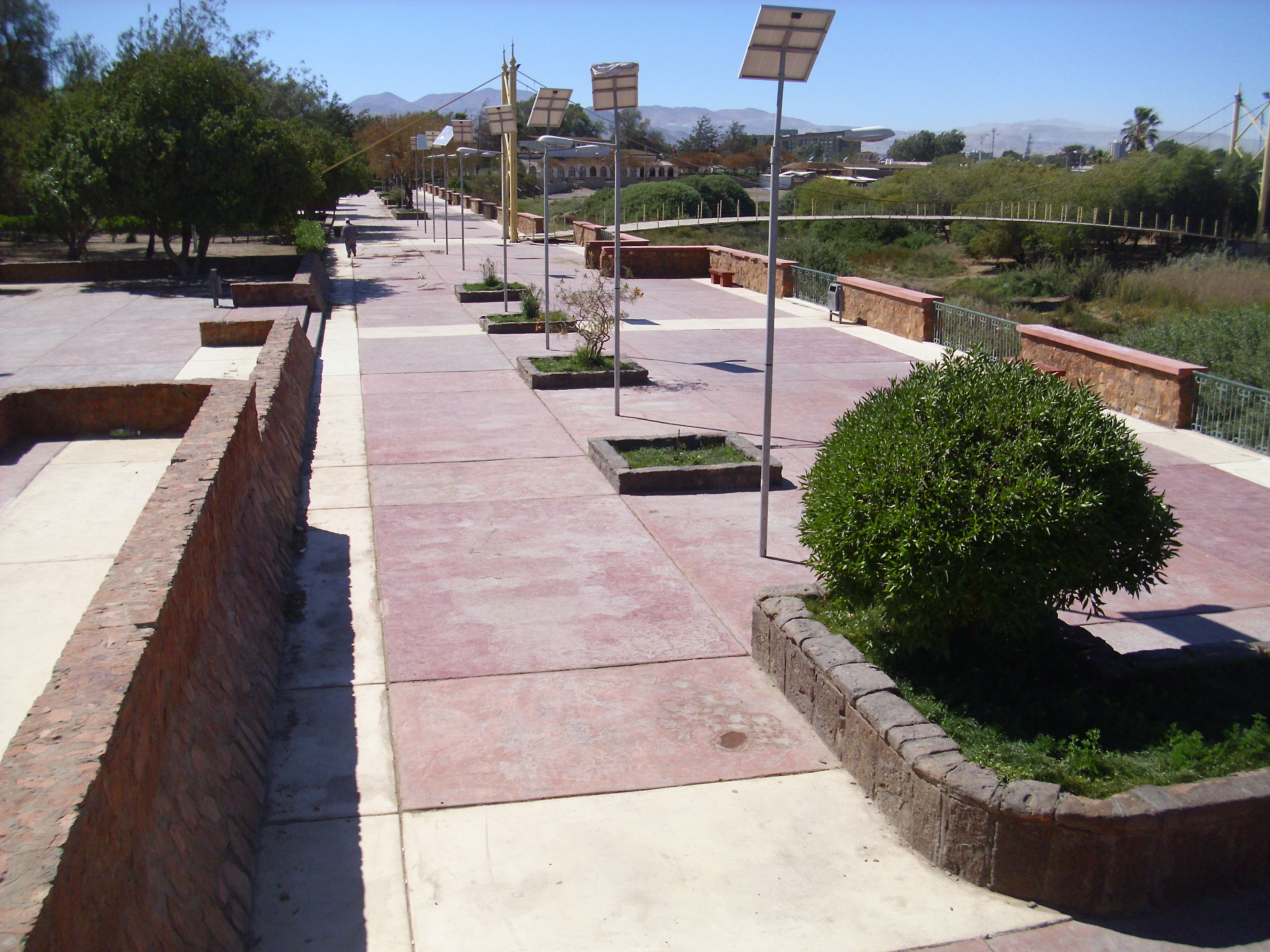
Park Loa
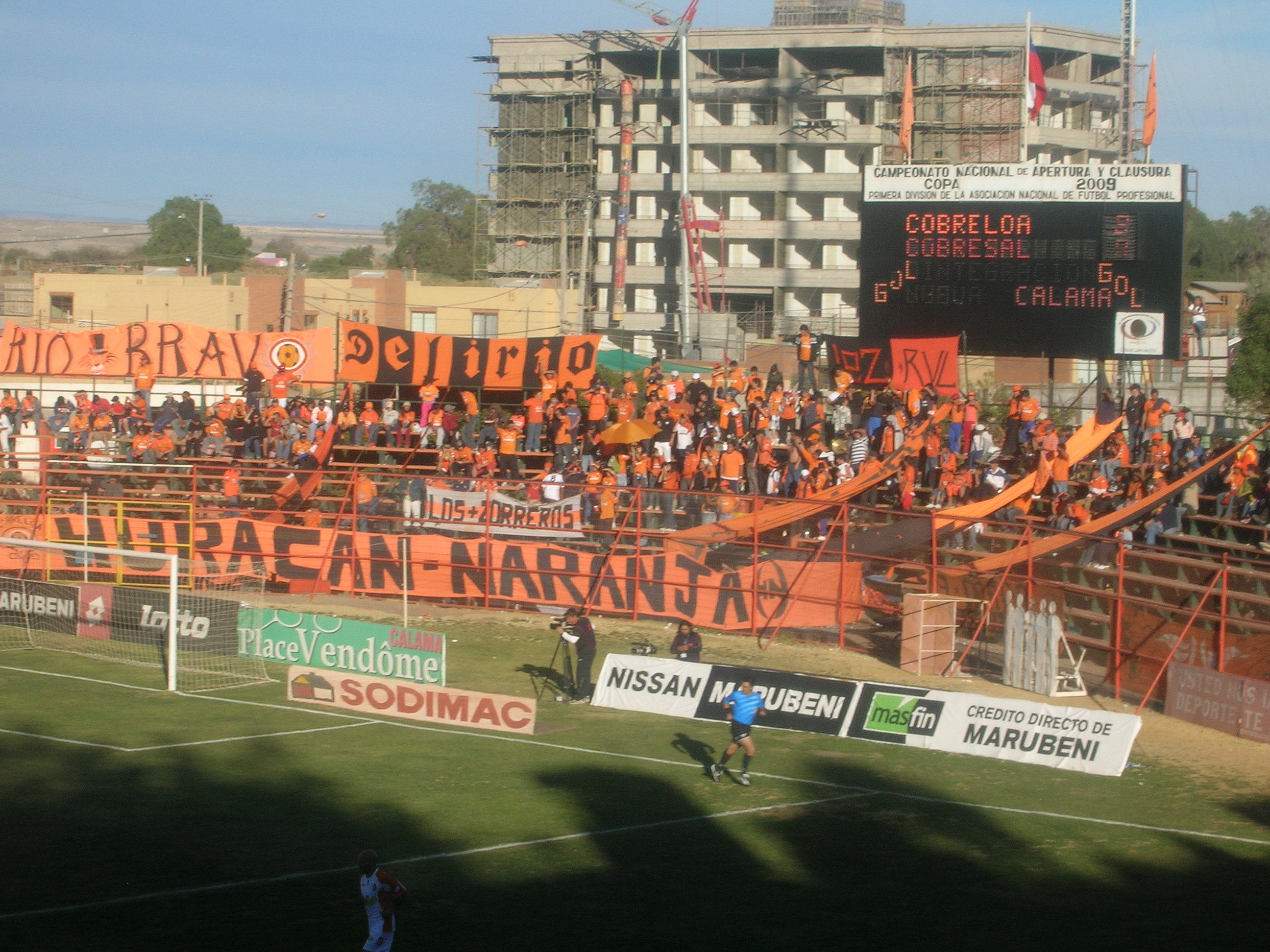
Stadion Zorros del Desierto